# Louis Secretan
Louis (Gabriel Abraam Samuel Jean) Secretan (Lausanna, 13 de septiembre de 1758 – ibíd. 24 de mayo de 1839) fue un abogado y micólogo suizo.
Publica Mycologie Suisse en 1833, aunque sus nombres no son tenidos como válidos hasta que son republicados por otros autores.

## Honores

### Taxonesepónimos
- Sphaeria secretanii Heer 1855 ; Xylariaceae
- Pholiota secretanii Fr. 1862 ; (Agaricus muricatus Secr.) Strophariaceae
- Trametes secretanii G.H.Otth (1866), (= Oxyporus populinus) ; Schizoporaceae
- Amanita secretanii Gonn. & Rabenh. 1869 ; Pluteaceae
- Hygrophorus secretanii Henning 1887 ; (Agaricus suaveolens var. D. Secr.) Hygrophoraceae
- Sphaerites secretanii (Heer) Mesch. 1892 ; Champignon fossile
- Scindalma secretanii Kuntze 1898 ; Hymenochaetaceae
- Lepiota medullata var. secretanii C.Martín 1899, Bull. Trav. Soc. bot. Genève 9 : 66 ; Agaricaceae
- Cortinarius napus f. secretani Henry 1943 ; Cortinariaceae
- Marasmiellus ramealis var. secretanii Singer 1973 ; Marasmiaceae
- Cortinarius pseudorugulosus var. secretanii Henry 1987 ; Cortinariaceae

- La abreviatura «Secr.» se emplea para indicar a Louis Secretan como autoridad en la descripción y clasificación científica de los vegetales.[1]